# Scatella pilifera
Scatella pilifera är en tvåvingeart som beskrevs av Cresson 1931. Scatella pilifera ingår i släktet Scatella och familjen vattenflugor. Inga underarter finns listade i Catalogue of Life.